# Bonner Wappen
Das Wappen der Stadt Bonn ist geteilt und führt das schwarze Balkenkreuz des ehemaligen Kölner Kurstaates auf silbernem Grund in der oberen und den goldenen Bonner Löwen in der unteren Hälfte.

## Beschreibung
Blasonierung des Bonner Stadtwappens: „Geteilt von Silber und Rot, oben ein durchgehendes schwarzes Balkenkreuz, unten ein hersehender schreitender goldener Löwe.“
Wappenerklärung:
Das schwarze Kurkölnische Kreuz des Kurfürstentums Köln, das auch auf anderen Wappen im ehemaligen Herrschaftsgebiet des Kölner Kurstaates noch zu finden ist, symbolisiert die territoriale und politische Verbundenheit zwischen Bonn und den Kölner Kurfürsten, die seit 1597 in Bonn ihre Residenz hatten.
Der goldene Löwe in Rot geht auf ein altes Bonner Gerichtssymbol zurück. Die Skulptur des Löwen – im Volksmund „steinernes Wölfchen“ genannt – stand vom Mittelalter bis zum Ende der kurfürstlichen Zeit auf dem Münsterplatz an der Stelle des heutigen Ludwig-van-Beethoven-Denkmals. Dieser Platz war Versammlungsort der Bonner Gerichtsgemeinde und wurde Hof am Leoparden genannt. Die Originalskulptur hat heute ihren Platz im Bonner Stadtmuseum gefunden, ein Abguss steht im Alten Bonner Rathaus.
Seit dem Mittelalter wird in der Heraldik der schreitende und hersehende Löwe, d. h. der mit dem Kopf zum Betrachter gerichtete Löwe, oft als Leopard bezeichnet.
In seiner jetzigen Form besteht das Bonner Wappen seit 1971. Es wurde von dem Heraldiker Walther Bergmann gestaltet und am 8. Juli 1971 durch den Regierungspräsidenten Köln genehmigt.
Bis 1969 lautete die Wappenbeschreibung:
„Erhöht geteilt von Silber und Blau, oben ein durchgehendes, geständertes Balkenkreuz, unten ein schreitender roter Löwe.“

Wappen 1732–1969, Traditionswappen des Stadtbezirks Bonn
Wappen seit 1971, offizielle Darstellung der Stadt Bonn

## Geschichte

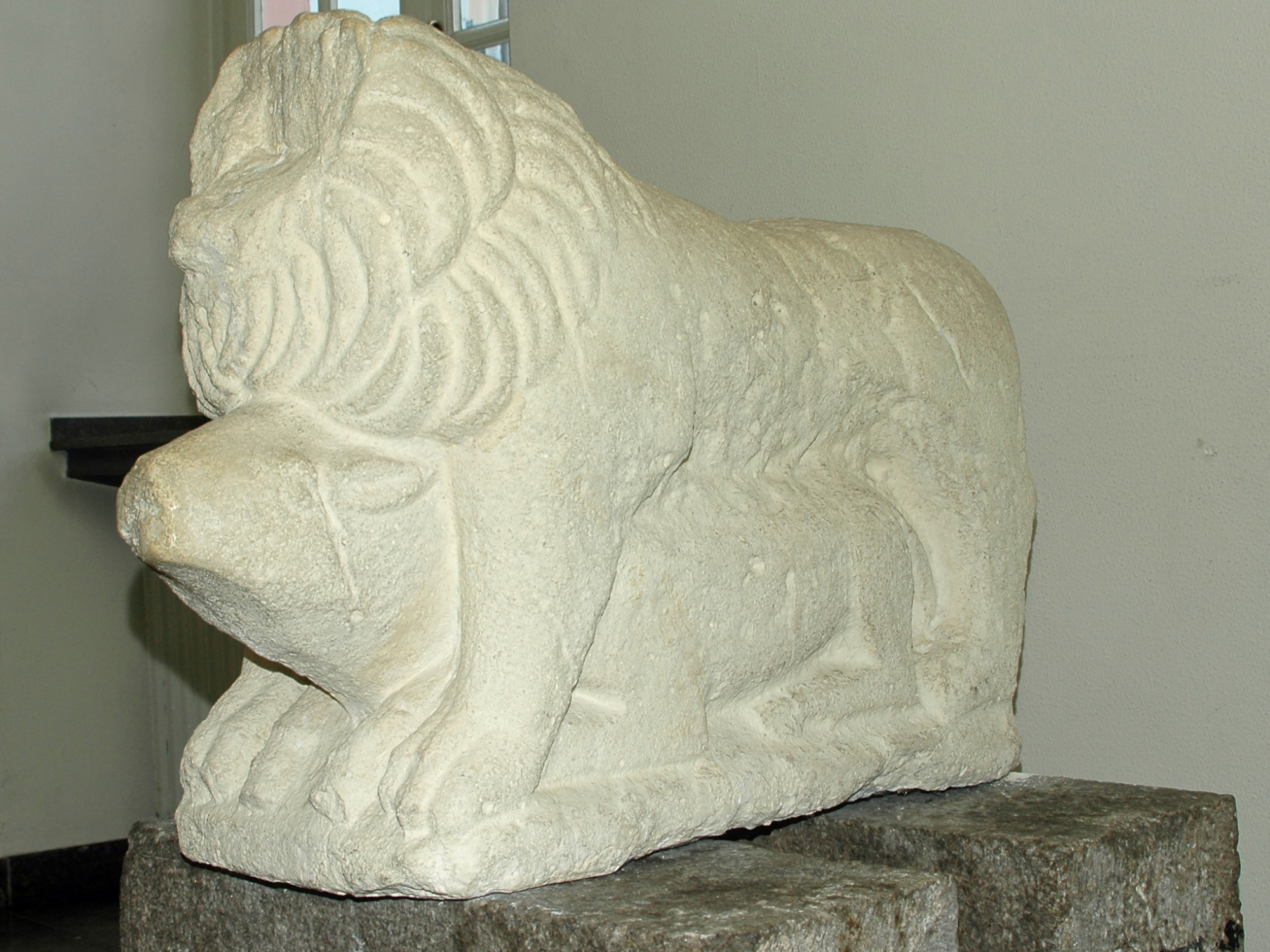
„Steinernes Wölfchen“

Das Bonner Wappen geht auf ein römisches Bildwerk zurück, vermutlich aus dem Mithraskult stammend, das einen Löwen zeigt, der einen Eber schlägt, im Volksmund „Steinernes Wölfchen“ genannt. Der Löwe wurde in leicht gotisierter Form in das Bonner Stadtsiegel als Brief- bzw. Missivensiegel aufgenommen und mit der mittellateinischen Umschrift „Sigillum oppidi Bonna ad missivas“ ("Sigillum oppidi Bonna(e) ad missivas litteras" – "Siegel der Stadt Bonn für Sendschreiben" (versiegelte Briefe per Kurier)) versehen. Im Schöffensiegel um 1300 ist allein der Löwe zu sehen, der 1690 noch mit einer Krone geschmückt wurde. Der Löwe trug ursprünglich die Farbe Rot auf silbernem Feld. Unter den Kurfürsten, deren Farben Blau und Silber waren, wurde das silberne Feld durch ein blaues ersetzt. Der rote Löwe auf blauem Feld führte zu einem Verstoß gegen die heraldische Farbregel. Nach der Gemeindegebietsreform von 1969 wurde es notwendig, der Stadt ein neues Wappen zu geben, und man korrigierte diesen Farbverstoß mit einem goldenen Löwen auf rotem Feld.
Das ehemalige Wappen der Stadt Bonn wird heute als Bonner Traditionswappen vom Stadtbezirk Bonn verwendet, der weitestgehend der Stadt Bonn in den Grenzen von 1969 entspricht.

## Wappen eingemeindeter Kommunen

Wappen seit 1900 Stadt Bad Godesberg
Wappen seit 1952 Stadt Beuel
Wappen seit 1958 Gemeinde Duisdorf

### Bad Godesberg
Das Wappen der ehemaligen Stadt Bad Godesberg:
„In Rot auf grünem Dreiberg eine goldene Burg aus zwei gezinnten Flankentürmen und gezinnten höherem Hauptturm mit silbernem Rundportal und offenem schwarzen Fallgitter, überhöht von einem Schildchen, darin in Silber ein durchgehendes schwarzes Balkenkreuz.“
Die Darstellung symbolisiert die Godesburg in drei Abschnitten. Sie sollen die drei Ortsteile Godesberg mit Rüngsdorf und Plittersdorf symbolisieren, aus denen Godesberg zum Zeitpunkt der Wappeneinführung im Jahre 1900 bestand. Der Bergfried trägt den Wappenschild Kurkölns als Zeichen der langjährigen Zugehörigkeit zum Kurfürstentum Köln.
Das Wappen geht auf eine Initiative des Godesberger Bürgermeisters Anton Dengler von 1896 zurück und wurde im September 1900 genehmigt. Seit 1925 sind die Farben Rot und Gold die Stadtfarben von Bad Godesberg, die nach der Eingemeindung durch die Stadt Bonn 1969 von dieser übernommen wurden. Das alte Wappen der Stadt Bad Godesberg wird heute durch den gleichnamigen Stadtbezirk als Traditionswappen geführt.

### Beuel
Das Wappen der ehemaligen Stadt Beuel:
„In Gold auf blauen Wellen ein rotes Fährschiff mit seitlichem Ruder und silbernem Wimpel im Mast; im Schildhaupt dreizehn sechsstrahlige blaue Sterne im Verhältnis 5:3:5.“
Die Sterne symbolisieren die 13 Dörfer, die die Stadt Beuel ursprünglich bildeten, das Fährschiff hebt die besondere Bedeutung der Fährbetriebe für Beuel hervor, insbesondere bis zum Bau der Rheinbrücke.
Das Stadtwappen wurde von dem Beueler Kunst-Privatdozent Theodor Pape entworfen und am 24. August 1952 vom nordrhein-westfälischen Innenministerium genehmigt und am gleichen Tag zusammen mit den Stadtrechten verliehen. Seit der Eingemeindung nach Bonn wird es vom Stadtbezirk Beuel als Traditionswappen geführt.

### Hardtberg
Der Stadtbezirk Hardtberg führt aus Tradition das Wappen der ehemaligen Gemeinde Duisdorf, das 1958 durch den Düsseldorfer Heraldiker Walther Bergmann gestaltet wurde. Blasonierung:
„Unter silbernem Schildhaupt, darin ein durchgehendes schwarzes Balkenkreuz, in Blau ein silberner Rost aus fünf Stangen mit Ring.“
Der Rost ist der des Märtyrers und Heiligen Laurentius von Rom, dem Namenspatron der Pfarrei von Lessenich, der Duisdorf ehemals angehörte.